# Gózd (gmina)
Pour les articles homonymes, voir Gózd.
Gózd est une gmina rurale (gmina wiejska) de la powiat de Radom, dans la Voïvodie de Mazovie, dans le centre-est de la Pologne.
Son siège administratif (chef-lieu) est le village de Gózd, qui se situe environ 15 kilomètres à l'est de Radom (siège de la Powiat) et 98 kilomètres au sud de Varsovie (capitale de la Pologne).
La gmina couvre une superficie de 77,76 km2 pour une population de 8 052 habitants en 2006.

## Histoire
De 1975 à 1998, la gmina est attachée administrativement à la voïvodie de Radom.

Depuis 1999, elle fait partie de la voïvodie de Mazovie.

## Géographie
La gmina inclut les villages et localités de :

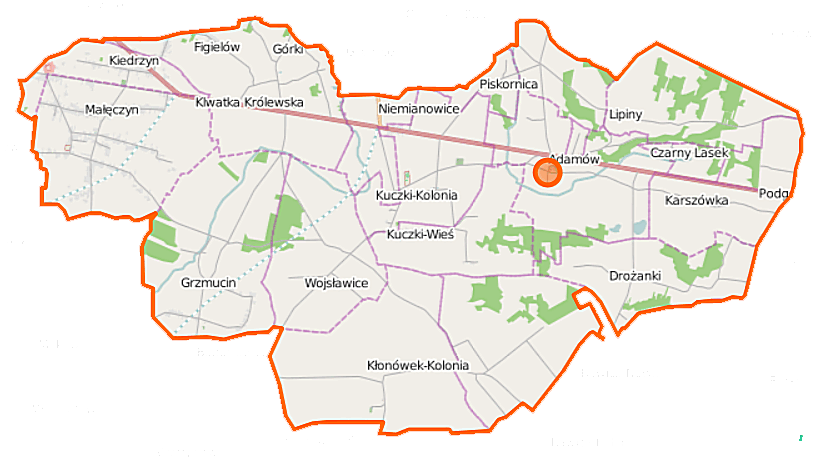
Plan de la gmina

- Drożanki
- Gózd
- Grzmucin
- Karszówka
- Kiedrzyn
- Kłonów
- Kłonówek
- Klwatka Królewska
- Kuczki-Kolonia
- Kuczki-Wieś
- Lipiny
- Małęczyn
- Niemianowice
- Piskornica
- Podgóra
- Wojsławice

### Gminy voisines
La gmina de Gózd est voisine :
- de la ville de :
  - Radom
- et des gminy suivantes :
  - Jedlnia-Letnisko
  - Pionki
  - Skaryszew
  - Tczów
  - Zwoleń

## Structure du terrain
D'après les données de 2002, la superficie de la commune de Gózd est de 77,76 km2, répartis comme telle :
- terres agricoles : 88 %
- forêts : 8 %

La commune représente 5,08 % de la superficie du powiat.

## Démographie
Données du 30 juin 2004 :
| Description        | Total  | Total | Femmes | Femmes | Hommes | Hommes |
| ------------------ | ------ | ----- | ------ | ------ | ------ | ------ |
| Unité              | Nombre | %     | Nombre | %      | Nombre | %      |
| Population         | 7 929  | 100   | 3 975  | 50,1   | 3 954  | 49,9   |
| Densité (hab./km²) | 102    | 102   | 51,1   | 51,1   | 50,8   | 50,8   |